# All Hallows' Eve (película)
All Hallows' Eve es una película de comedia de terror y slasher antológico estadounidense de 2013, dirigida por Damien Leone en su debut como director. Está protagonizada por Mike Giannelli. La película incorpora escenas de dos cortos anteriores de Leone, The 9th Circle, que también contó con el personaje de Art the Clown. Se lanzó directamente a DVD el 29 de octubre de 2013.

## Argumento
Después de una noche de truco o trato, Sarah se sorprende al ver que Tia y Timmy han recibido una cinta VHS sin marca en una de sus bolsas de caramelos. Deciden ver el video, que contiene tres historias protagonizadas por un payaso espeluznante. 
La primera cuenta cómo una joven es drogada y secuestrada por Art the Clown mientras esperaba el autobús. La joven despierta encadenada en una habitación junto con otras dos mujeres. Criaturas demoníacas entran, matan a dos de las mujeres y llevan a la tercera a una habitación donde una criatura diabólica la viola. Después un feto humanoide es extraído por las criaturas mediante una cesárea. 
La segunda historia cuenta cómo una mujer que vive en una casa de campo nueva empieza a experimentar extraños sucesos. Se revela que está siendo acosada por extraterrestres y, mientras es arrastrada por los seres, agarra una sábana de la que tira para revelar una pintura de Art the Clown.
El segmento final cuenta cómo una universitaria conduce por una carretera aislada. Al detenerse en una estación de servicio, se encuentra al encargado expulsando a Art, quien aparentemente había manchado de heces todo el baño. El asistente le llena el depósito y se mete dentro de la gasolinera ya que escucha ruidos extraños. Al ver que no vuelve, la chica entra para encontrar a Art cortando el cuerpo del trabajador de la gasolinera con una sierra. En ese momento huye y se inicia una persecución. Finalmente, Art la atrapa y es llevada a una mesa de operaciones donde Art le corta las extremidades. El segmento termina con Art riendo silenciosamente, pero de forma maníaca. 
Perturbada, Sarah intenta, en vano, apagar la cinta. Art se acerca a Sarah desde dentro de la pantalla y comienza a golpear el cristal del televisor, pero esto termina cuando Sarah logra sacar la cinta después de varios intentos desesperados, y la tira al suelo rompiéndola. Entonces Sarah va a ver a los niños para descubrir que Art los ha asesinado cortándoles la cabeza.

## Reparto
- Katie Maguire como Sarah
- Mike Giannelli como Art the Clown
- Catherine A. Callahan como Caroline
- Marie Maser como Mujer
- Kayla Lian como Casey
- Cole Mathewson como Timmy
- Sydney Freihofer como Tia

## Producción
Leone creó el personaje de Art the Clown, que apareció por primera vez en el cortometraje The 9th Circle, que Leone escribió y dirigió. El corto fue filmado en 35 mm en 2006 y se estrenó en el Backseat Film Festival en 2008. Luego, Leone escribió y dirigió Terrifier, otro cortometraje protagonizado por Art que se estrenó en 2011. El productor de All Hallows' Eve, Jesse Baget, vio el corto de Terrifier en YouTube, lo que lo llevó a considerar incluirlo en una película de antología con cortos de otros cineastas. Según Leone, "no estaba dispuesto a eso y lo convencí de que me dejara filmar todo. Estuvo totalmente de acuerdo con eso y me permitió escribir más y usar los dos cortos que ya había hecho para crear una película completa y cohesiva".

## Recepción

### Crítica
All Hallows' Eve recibió críticas mixtas. Rod Lott, de Oklahoma Gazette, escribió: "Lo que le falta a la película en valor de producción, el escritor/director/editor/maquillador Damien Leone lo compensa con pura pasión. Se nota que a este tipo le encanta el espíritu de la temporada, y muestra en su trilogía de terror, que tiene todas las características para convertirse en un éxito de culto menor", sin embargo, criticó la historia "delgada como el papel" de la película y escribió que "Solo puedo imaginar que el miedo se habría multiplicado exponencialmente si los cineastas hubieran dedicado tanto tiempo a la historia como lo hicieron con la creación de la espeluznante escapatoria".
Madeleine Koestner de Fangoria escribió que el primer segmento de la película «no tiene absolutamente ningún sentido»", y pasó a llamar al segundo segmento «inexcusablemente poco interesante», refiriéndose al tercero como «fácilmente el mejor de los tres». Ella elogió los efectos especiales y diseños de personajes, y señaló que «hay algo legítimamente espeluznante en esta película", y concluyendo: "A pesar de todos sus defectos, All Hallows' Eve muestra un tremendo talento tanto delante como detrás de la cámara. Aunque no es una película perfecta, insinúa un futuro prometedor para Leone y, si tenemos suerte, para Art the Clown». Adrian Halen de HorrorNews.net la llamó «fácilmente una de las películas más aterradoras que he visto este año», escribiendo que "tiende a trascender su propio entorno jugando con los miedos de los espectadores y la sensación de realismo de pesadilla".